# Lee Chun-soo
Lee Chun-Soo (en coreà: 이천수) (Incheon, 9 de juliol de 1981) és un futbolista sud-coreà, que ocupa la posició de davanter.
Hi destaca al campionat local, que li obri les portes a actuar al Mundial del 2002, celebrat precisament el seu país. Qualla una bona experiència al torneig mundial, i el 2003, fitxa per la Reial Societat, sent el primer sud-coreà en actuar a la primera divisió espanyola. Però, no qualla a l'equip basc, que el cedeix al CD Numancia. A les postres, el 2005 retorna al seu país, a les files de l'Ulsan Hyundai Horang-i. Just eixe any el seu equip s'imposa al torneig domèstic, amb un hat-trick del davanter en el partit d'anada de les finals. Va ser nominant Jugador Més Valuòs de la K-League.
La temporada 07/08 viu la segona experiència europea, ara al Feyenoord neerlandès, on tampoc té massa fortuna. De nou a Corea, milita cedit al Suwon Samsung Bluewings i al Chunnam Dragons. El 2009 marxa a l'Al-Nassr.

## Selecció
Lee Chun-Soo ha estat internacional amb la selecció sud-coreana en 79 ocasions, tot marcant deu gols. Amb el combinat del seu país hi ha participat en els Mundials de 2002 i 2006, a la Copa Àsia del 2000 i del 2007, així com a la Copa d'Or del 2002.
També ha jugat en dues Olimpíades: Sydney 2000 i Atenes 2004.